# Велієв Мірза Давлетович
Мірза́ Давле́тович Велі́єв (азерб. Vəliyev Mirzə Dövlət oğlu; 31 серпня 1923, Юхари Легер - 6 листопада 1944, Вашад, Угорщина) — командир гармати 309-го гвардійського стрілецького полку (109-та гвардійська стрілецька дивізія, 10-й гвардійський стрілецький корпус, 46-та армія, 2-й Український фронт), гвардія старший сержант, Герой Радянського Союзу (1944).

## Біографія
Народився 31.08.1923 року у селі Юхари Легер, Кусарського району Азербайджанської РСР в сім'ї селянина. Лезгин' [Архівовано 26 жовтня 2021 у Wayback Machine.]. Освіта неповна середня.
У червні 1941 року добровольцем вступив до Червоної армії, ставши навідником 45-мм гармати. У першому ж бою після загибелі командира гармати прийняв командування розрахунком, потім отримав звання старшого сержанта і був призначений командиром гармати.
Пройшов бойовий шлях від Кавказу до Будапешта. Брав участь у боях за визволення Кубані, України, Румунії, Болгарії, форсувавши річки Дніпро, Дністер і Дунай. Подвиг здійснив у боях на території Угорщини.
6 листопада 1944 року в район села Вашад на південний схід від Будапешта позиції стрілецького батальйону, який підтримував розрахунок «сорокоп'ятки» гвардії старшого сержанта Велієва, були атаковані противником за підтримки 20 танків. Артилеристи вступили в нерівний бій. Після знищення головного танка розрахунок гармати був виведений з ладу. Залишившись один, Велієв знищив ще три танки, бронетранспортер, автомашину з піхотою. Вів вогонь до тих пір, поки його не наздогнала ворожа куля. Похований на місці бою в селі Вашад (Угорщина).
Указ Президії Верховної Ради СРСР від 24 березня 1945 року за зразкове виконання бойових завдань командування на фронті боротьби з німецько-фашистським загарбниками і проявлені при цьому мужність і героїзм гвардії старшому сержанту Велієву Мірзі Давлетовичу присвоєно звання Героя Радянського Союзу (посмертно).

## Нагорода
- Орден Леніна
- Орден Слави 3-го ступеня
- Медаль «За відвагу»
- Медаль «За оборону Кавказу»

## Пам'ять
- На батьківщині Мірзи Велієва, в селі Юхари Легер йому встановлено пам'ятник
- У місті Кусари його ім'ям названа вулиця.